# Лоренц Окен
Лоренц Окен (нім. Lorenz Oken, 1 серпня 1779, Оффенбург, Баден-Вюртемберг — 11 серпня 1851, Цюрих, Швейцарія) — німецький натураліст, ботанік, біолог і орнітолог.

## Біографія
З 1800 вивчав природну історію і медицину в університетах Фрайбурга, Вюрцбурга і Геттінгена. Там він написав невелику роботу з натурфілософії Grundriss der Naturphilosophie, der Theorie der Sinne, mit der darauf gegründeten Classification der Thiere (1802), яка була першою з серії робіт. У ній він поширив на природничі науки філософські принципи, які Іммануїл Кант (1724—1804) застосував до гносеології та моралі. Він продовжив діяльність в університеті Геттінгена на окладі лектора у 1805—1807. У 1807 — доцент медицини. 1812 — професор природної історії в університеті Єни. 1819 — звільнений в результаті його політичної діяльності. 1828—1832 — професор філософії в університеті Мюнхена. 1832 — змушений покинути Німеччину. 1832—1851 — професор філософії в Університеті Цюриха.

## Описані таксони
- Пантера — рід хижих тварин.
- Monacanthus — рід риб родини єдинорогові.
- Pterois — рід риб родини скорпенові.
- Stellifer — рід риб родини горбаневі.
- Stentor — рід класу різновійчасті інфузорії.
- Cordia alliodora — рослина з родини шорстколисті.
- Hydnocarpus pentandrus — рослина з порядку мальпігієцвіті.

## Праці
- Grundriss der Naturphilosophie, der Theorie der Sinne, mit der darauf gegründeten Classification der Thiere (1802)
- Allgemeine Naturgeschichte für alle Stände Vol.1–8. Hoffmann, Stuttgart (1833—1843)
- Abbildungen zu Okens allgemeiner Naturgeschichte für alle Stände (1843)